# Gajówka
Gajówka (deutsch: Hayne) ist ein Ort in der Stadt- und Landgemeinde Mirsk (Friedeberg am Queis) im Powiat Lwówecki der Woiwodschaft Niederschlesien in Polen. Es liegt etwa einen Kilometer nordöstlich von Rębiszów (Rabishau) im Vorland des Isergebirges an der Raczyna (Fuge) und besteht aus 122 Einwohnern.

## Geschichte

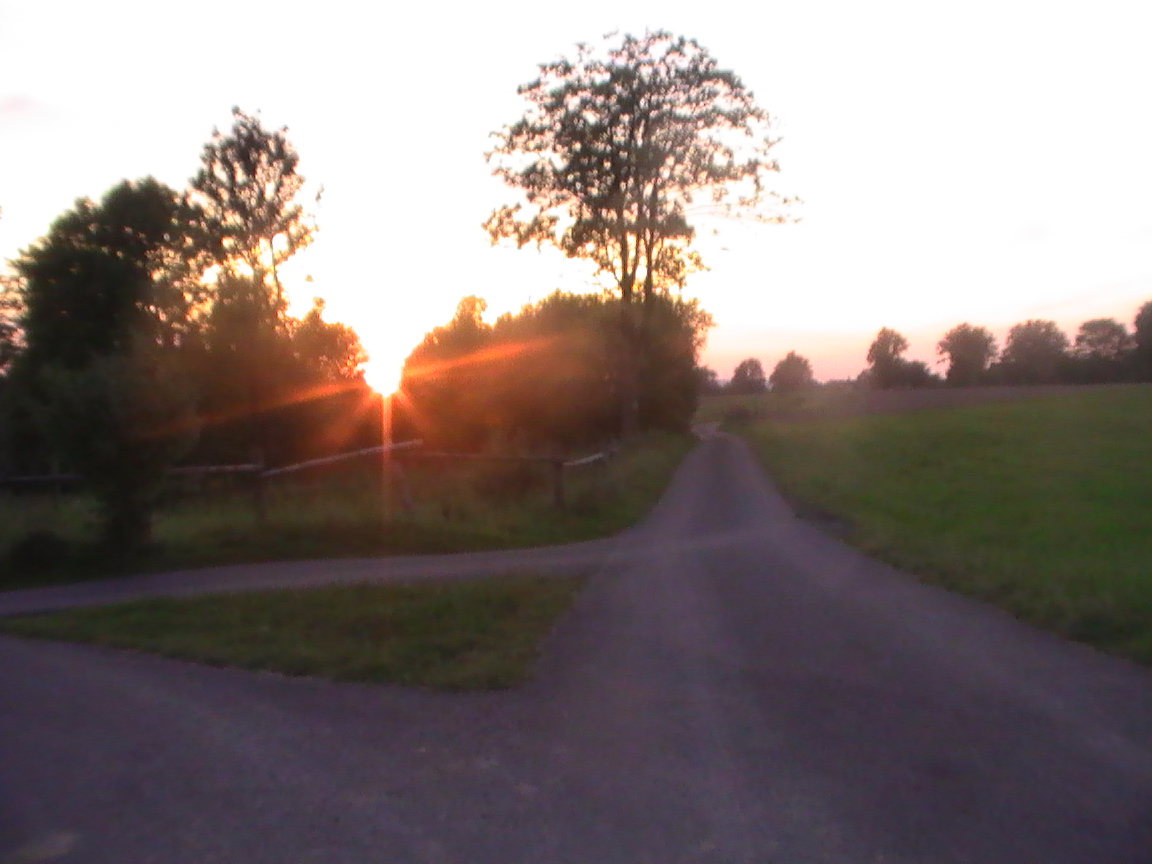
Ansicht von Gajówka

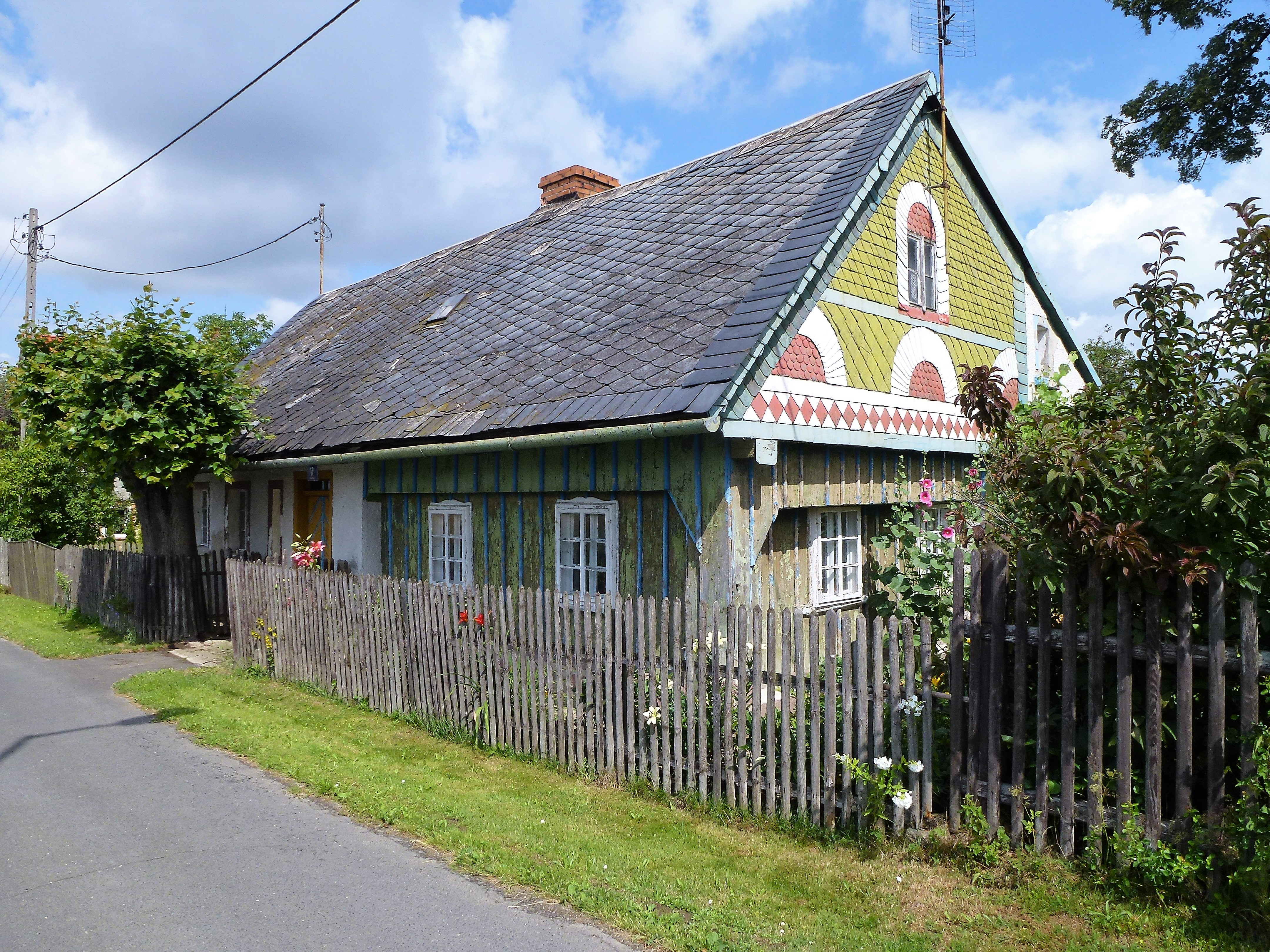
Haus Nr. 17 in Gajówka

Das Gebiet um Hayne gehörte mit dem Queiskreis ursprünglich zu Böhmen. Da es rechts der Queis liegt, wurde es ab 1346 zum Herzogtum Schweidnitz-Jauer gerechnet, das ab 1368 ein böhmisches Erbfürstentum war. In der ersten Hälfte des 17. Jahrhunderts wurde Hayne mit Glaubensflüchtlingen aus Böhmen und Schlesien besiedelt.
Nach dem Ersten Schlesischen Krieg 1742 fiel es mit dem größten Teil Schlesiens an Preußen. 1816 wurde es dem Landkreis Löwenberg eingegliedert, mit dem es bis 1945 verbunden blieb. Ab 1874 gehörte die Hayne zum Amtsbezirk Rabishau. 1933 bestand Hayne aus 300 Einwohnern, 1939 waren es 283.
Als Folge des Zweiten Weltkriegs fiel Hayne 1945 mit dem größten Teil Schlesiens an Polen und wurde in Gajówka umbenannt. Die deutsche Bevölkerung wurde, soweit sie nicht vorher geflohen war, 1945/46 vertrieben. Viele ehemalige Bewohner von Hayne fanden in Holzminden eine neue Heimat.
Von 1975 bis 1998 gehörte Gajówka zur Woiwodschaft Jelenia Góra.